# Imunitní systém

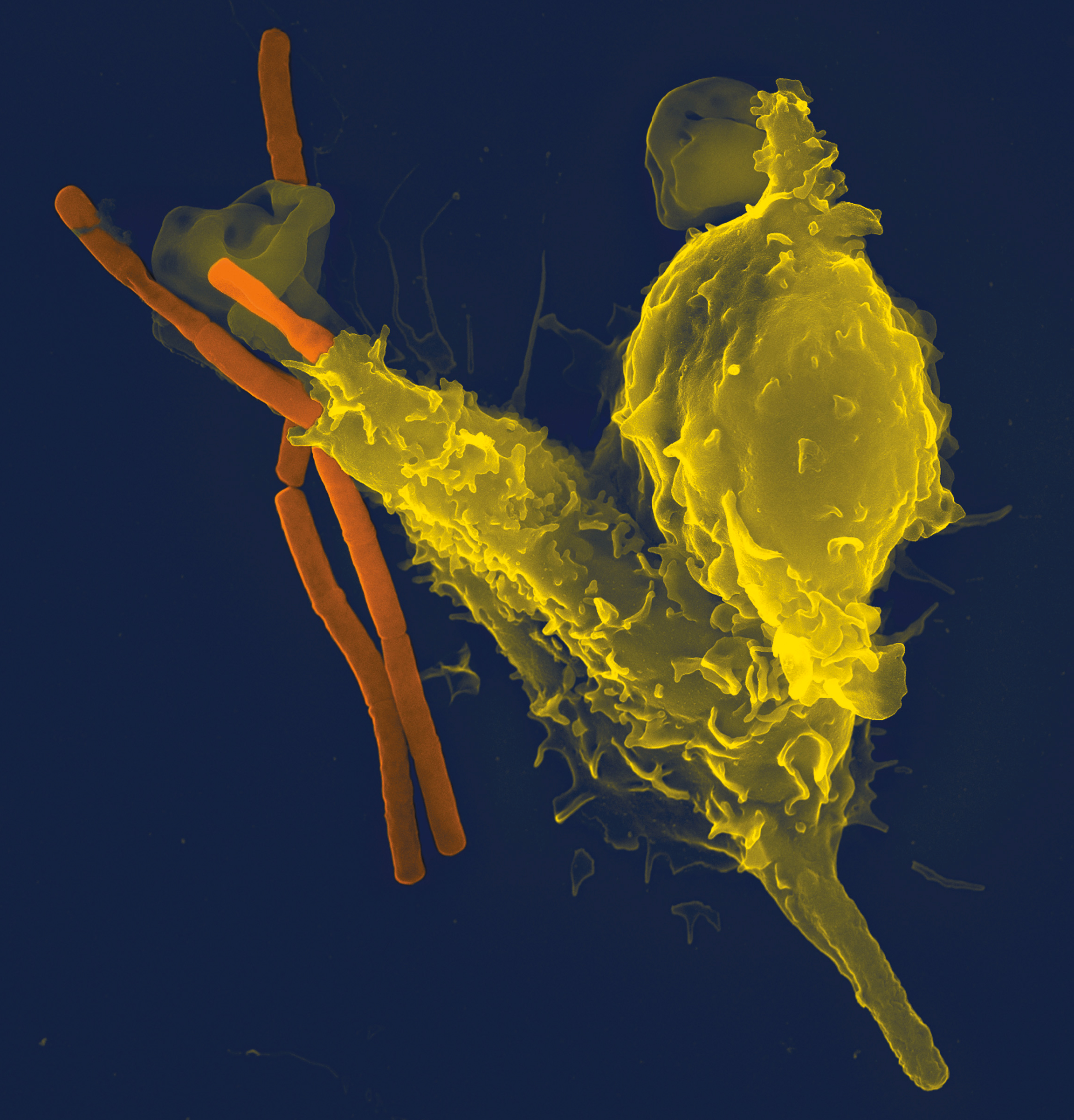
Neutrofil (žlutý vpravo) pohlcuje bakterii antraxu (oranžová vlevo) Snímek skenovacího elektronového mikroskopu.

Imunitní systém je souhrn mechanismů, zajišťujících integritu organismu rozeznáváním a likvidací cizích či vlastních, ale potenciálně škodlivých struktur. Projevuje se obranyschopností organismu, ale na druhou stranu i autotolerancí.
V širším slova smyslu má téměř každý orgán ochrannou funkci. V užším slova smyslu pak zde máme orgány, jejichž hlavní úloha spočívá ve vytváření a posilování obranyschopnosti organismu (např. brzlík a lymfatické orgány).

## Imunitní systém u různých typů organismů
Bakterie a další jednobuněčné organismy mají imunitní systém určený k boji proti bakteriím, virům (bakteriofágům) a dalším nitrobuněčným parazitům. Obvykle funguje na bázi restrikčních enzymů, které vystřihují a likvidují DNA, kterou rozpoznají jako cizorodou. Eukaryotní buňky mají imunitní systém podstatně komplexnější, u mnohobuněčných organismů pak organizace a složitost imunitního systému stoupá, jeho součástí jsou celé buňky, části orgánů, nebo orgány celé.
V rámci mnohobuněčných organismů zajišťuje imunitní systém jednak likvidaci patogenů, jednak likvidaci vadných buněk a tkání, zejména pak infikovaných buněk, které by se jinak staly ložiskem infekce, a rakovinových buněk.
Vyvinutý je zejména imunitní systém ptáků a imunitní systém savců.

## Imunitní systém člověka
Hlavním úkolem imunitního systému je obrana organismu proti antigenům a patogenům – nebezpečným cizorodým látkám (např. toxinům) či pozměněným buňkám vlastního těla (nádorové buňky).

### Nespecifická (vrozená) imunita

#### Kůže a sliznice
Kůže a sliznice jsou mechanickou barierou bránící průniku patogenů do těla. Navíc kůže vylučuje různé antibakteriální látky (např.: kyselina mléčná, nenasycené mastné kyseliny…), sliznice mají dokonalý systém obrany proti infekci – tzv. slizniční imunitní systém (MALT).

#### Žaludek
Žaludek je další barierou bránící průniku patogenů do těla. Žaludeční šťávy jsou totiž extrémně kyselé. (Obsahují např.: kyselinu chlorovodíkovou.)

#### Bílé krvinky se schopností fagocytózy
Fagocyty – buňky imunitního systému schopné pohlcovat cizorodé částice v organismu

#### Interferony
Interferony jsou proteiny uvolňované buňkami, které byly napadeny viry. Zabraňují množení virů.

#### Komplement
Komplement je soubor proteinů, vyráběných fagocytujícími buňkami.

#### Zánět
Zánět je děj, při kterém probíhá mnoho nespecifických imunitních reakcí. Projevuje se:
- Rubor = zčervenání; je projevem hyperémie zánětlivého ložiska, při kterém se zvyšuje jak množství krve v jeho cévní síti, tak množství vlásečnic naplněných krví.
- Tumor = otok; tj. zvětšení objemu tkání; souvisí se zvýšeným objemem krve v ložisku a následným výstupem tekutiny a krevních buněk z krve do tkání (proces zvaný exsudace a infiltrace).
- Calor = zteplání; je dáno zvýšeným průtokem krve ložiskem (hyperémie), dále zvýšenou intenzitou katabolických procesů a vznikem pyrogenních látek.
- Dolor = bolest; způsobena biochemickými, fyzikálně-chemickými a mechanickými změnami v zánětlivém ložisku. Jde především o hromadění kyselých metabolických zplodin (acidóza tkáně), zvýšený osmotický tlak a onkotický tlak v tkáni, zvýšenou koncentraci draselných a vodíkových kationů, jakož i mechanický tlak tkáně působící na nervová zakončení v ložisku.
- Functio laesa = porucha funkce; je způsobena poškozením tkáně, poruchami krevního a lymfatického oběhu a reflexním útlumem aktivity postiženého orgánu.

### Specifická imunita
Je zajišťována lymfocyty (druhý nejpočetnější typ bílých krvinek) které se podle toho kde vznikly a typu integrálních membránových proteinů jejich buněčné membrány se dělí na:

#### B-lymfocyty
B-lymfocyty byly objeveny v ptačím orgánu Fabriciově burze. Zajišťují látkovou (humorální) imunitu, tj. vyrábějí protilátky. Působením antigenu se transformují v imunoblasty, jejichž proliferaci (dělením) vznikají plasmatické a paměťové buňky. Plasmatické buňky produkují specifické protilátky proti danému antigenu. Některé B-lymfocyty se při styku s antigenem přemění na paměťové buňky, které zajistí velmi rychlou odpověď při opakovaném styku organismu s daným antigenem. Této reakce se využívá při očkování. B-lymfocyty tvoří asi 15% populace lymfocytů.

#### T-lymfocyty
T-lymfocyty dozrávají v brzlíku (lat. thymus), jejich název je odvozen z prvního písmene tohoto orgánu. Jsou to imunokompetentní buňky klíčové pro rozběhnutí imunitní reakce. Zajišťují buněčnou imunitu, stimulují B-lymfocyty k práci. Dále ničí buňky cizorodých (např. transplantovaných) tkání i pozměněné buňky vlastního těla (nádorové, buňky napadené viry).
Dělení:
- Cytotoxické T-lymfocyty – likvidují buňky s antigeny, nebo buňky transplantovaných orgánů
- Pomocné T-lymfocyty – vylučují cytokiny a stimulují jiné bílé krvinky k práci; dělí se na Th1 a Th2
- Regulační T-lymfocyty – schopnost imunosuprese (potlačování imunity)

### Očkování
Imunizace (zvýšení obranyschopnosti organismu) se provádí dvěma způsoby:
1. Aktivní imunizací, při které se do těla vkládá oslabený původce nemoci (vakcinace), proti kterému si tělo samo vyrobí protilátky (preventivní očkování).
2. Pasivní imunizací, při které jsou do těla vkládány přímo protilátky (očkování pomocí očkovacího séra).

### Imunitní problémy
- AIDS vyvolaná virem HIV, napadajícím přímo buňky imunitního systému (T-lymfocyty).
- Alergie – nadměrná reakce organismu na antigen, nebo i na dlouhodobě se vyskytující látku v prostředí.
- Transplantace

### Vlivy na imunitní systém
Obecně je zřejmé, že na imunitní systém působí, často negativně, mnohé civilizační vlivy: od změn životního stylu (druhové i chemické složení stravy, stres atd.) až po nejrůznější formy znečištění prostředí. Kromě zvýšeného výskytu rakoviny, alergií a ekzému může být takovým oslabením zvýšeno i riziko mnoha dalších onemocnění. Radioaktivní a rentgenové záření ničí červenou kostní dřeň a tím i imunitní systém.